# Austin (automobile)
Pour les articles homonymes, voir Austin.
Austin était un constructeur automobile britannique, fondé en 1905 à Longbridge (Angleterre) par Herbert Austin et actif jusqu'à sa disparition en 1988. 
Les droits d'utilisation de la marque font partie du patrimoine du groupe chinois Shanghai Automotive Industry Corporation (SAIC) depuis le 26 décembre 2007, à la suite de la fusion de ce dernier avec Nanjing Automobile Corporation (NAC) qui les avait repris le 22 juillet 2005.

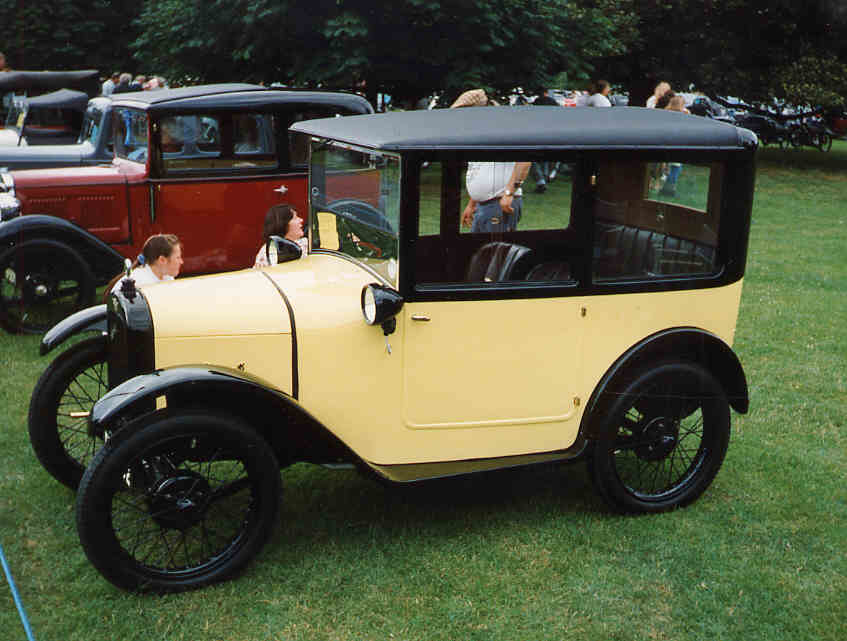
Austin Seven (1926)

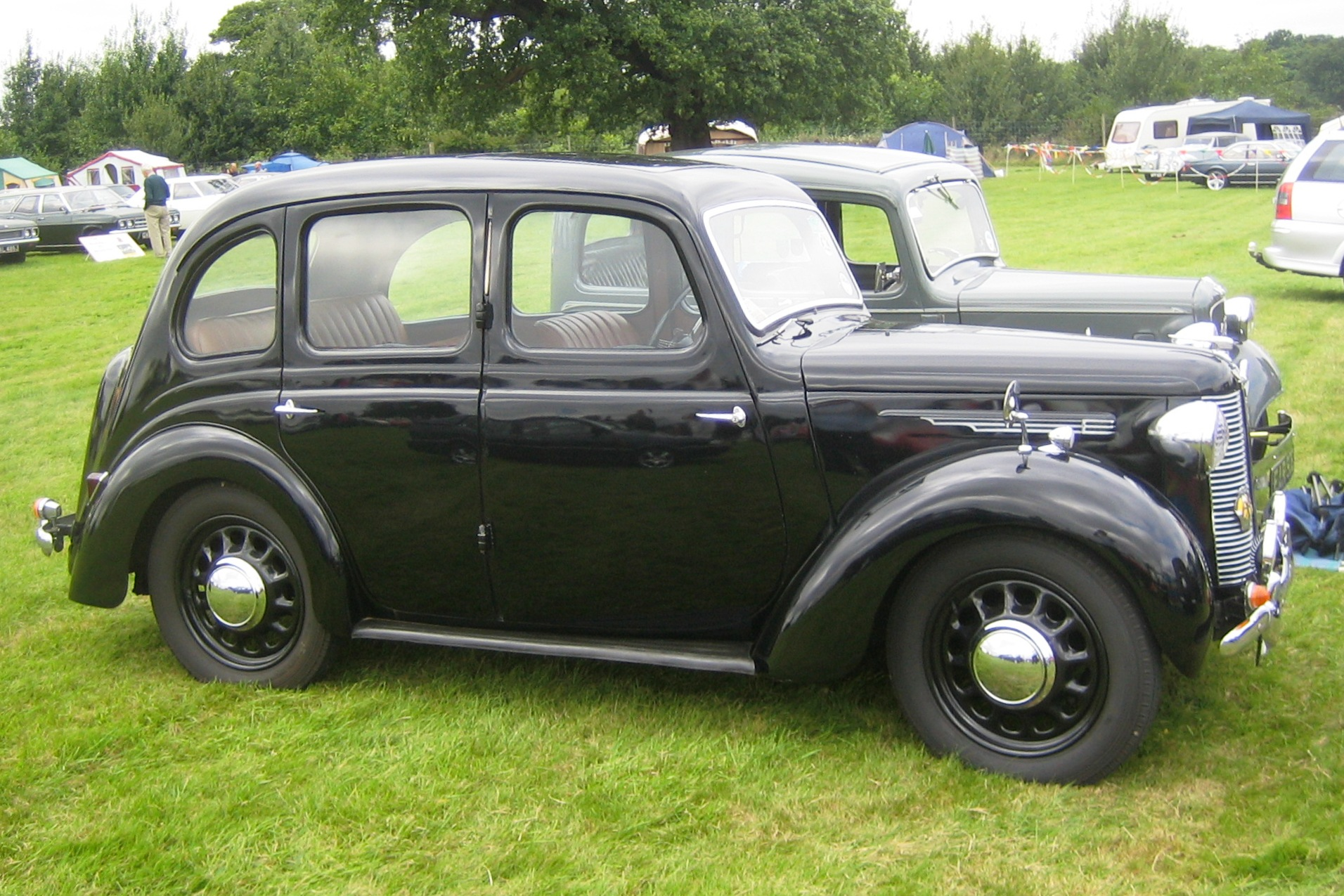
Austin 8 (1946)

## Histoire
L'Austin Motor Company fut créée en 1905 par Herbert Austin. 
Son siège était basé à Longbridge, une banlieue de Birmingham, au centre de l'Angleterre. Plus tard, en 1936, le fondateur a été anobli comme Baron Austin of Longbridge.
En 1952, le constructeur fusionne avec son concurrent Nuffield Organisation (marques Morris, MG, Riley...). L'union des deux fabricants donne naissance à la British Motor Corporation (BMC). En 1968, la BMC fusionne avec le groupe Leyland Motor pour constituer British Leyland, un énorme conglomérat industriel centré en grande partie sur les moyens de transport (automobile, camions, autobus, tracteurs agricoles...). 
En 1988, après de nombreuses vagues de restructurations au cours des années 1970, British Leyland devenu groupe Rover en 1986, décide d'abandonner la marque Austin, pour répondre à la stratégie de montée en gamme du groupe.

## Modèles

### Entrée de gamme
- 1922-1939 7
- 1959-1988 Seven (Mini)
- 1980-1990 Metro

### Gamme moyenne basse

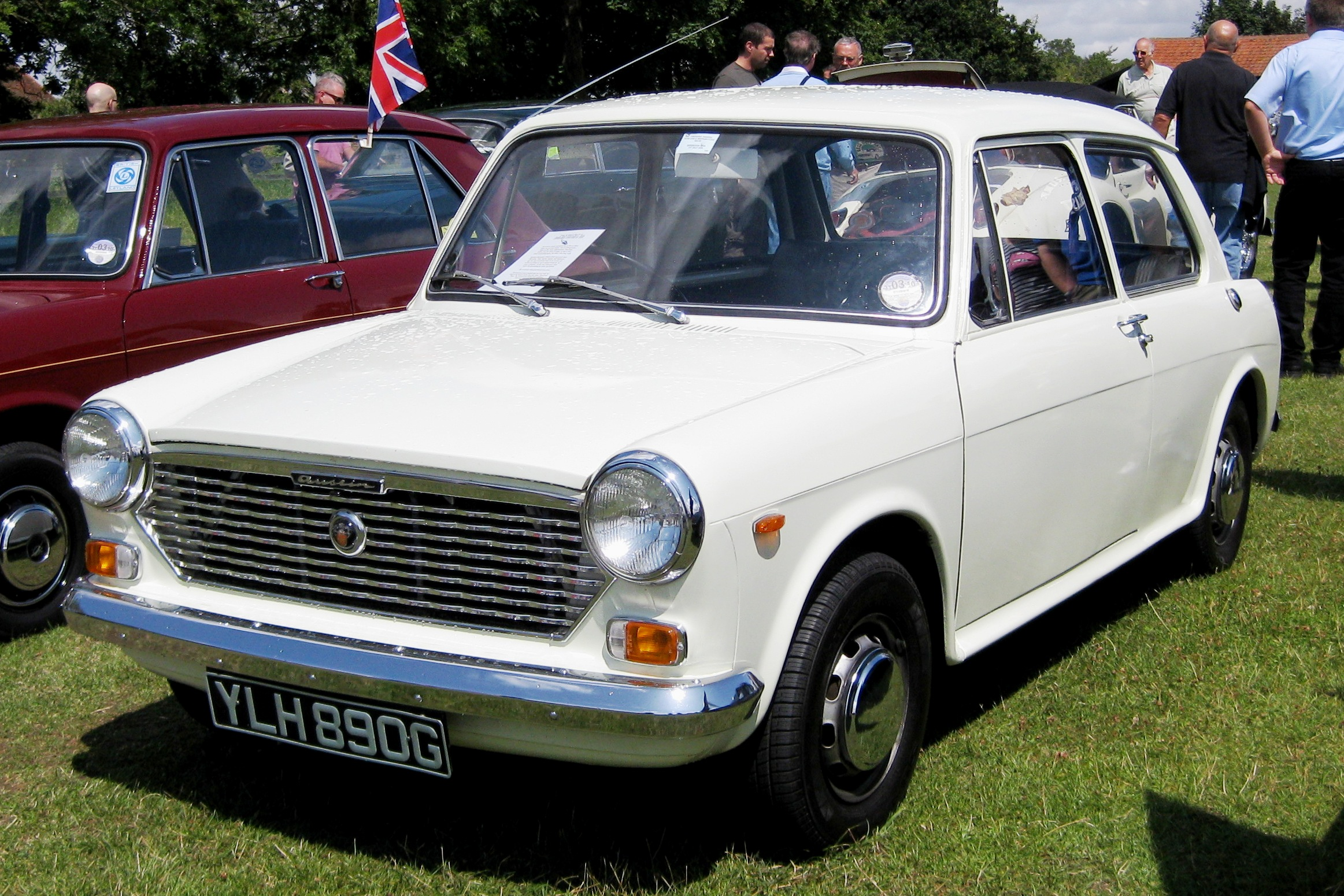
Austin 1100 (1969)

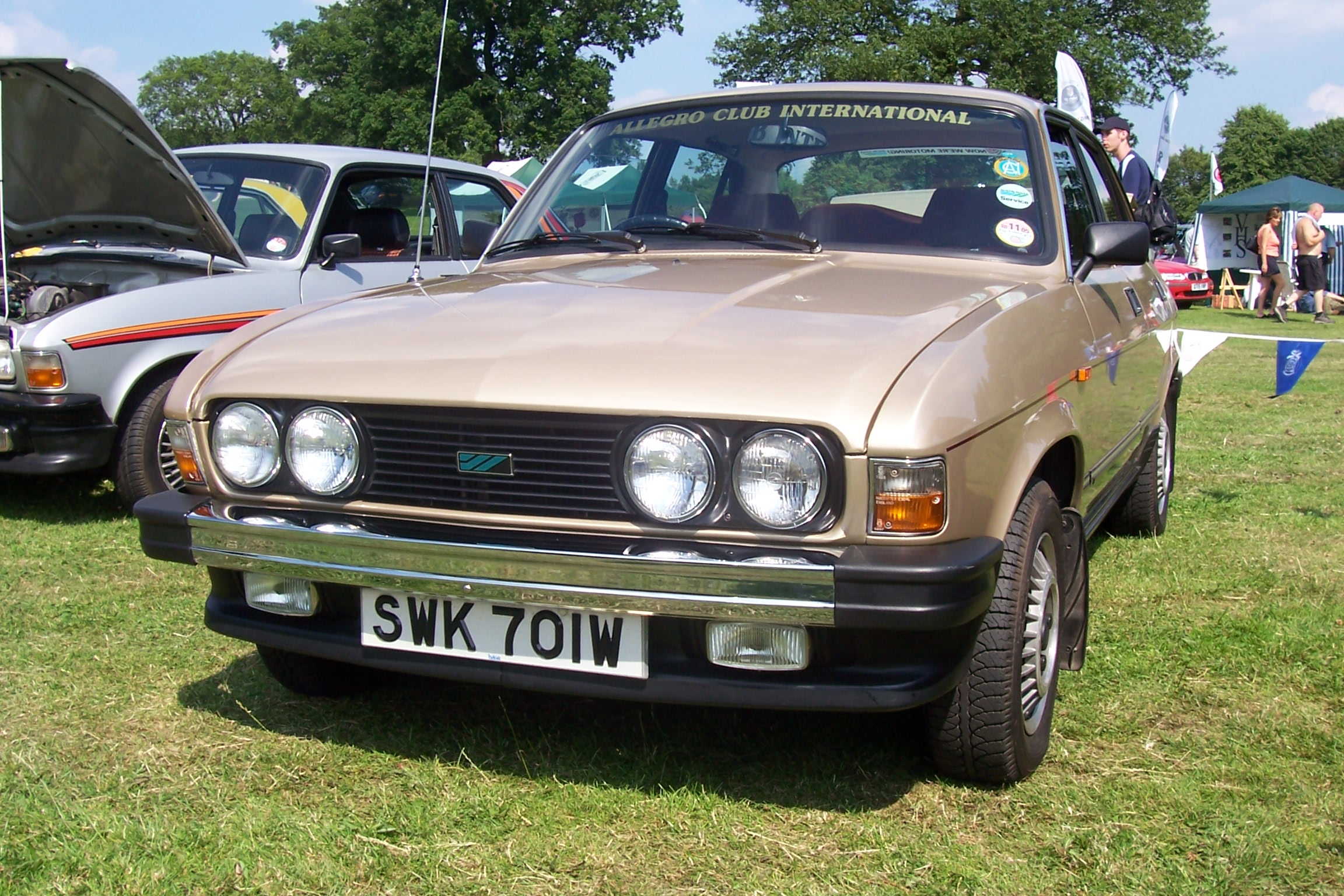
Austin Allegro (1981)

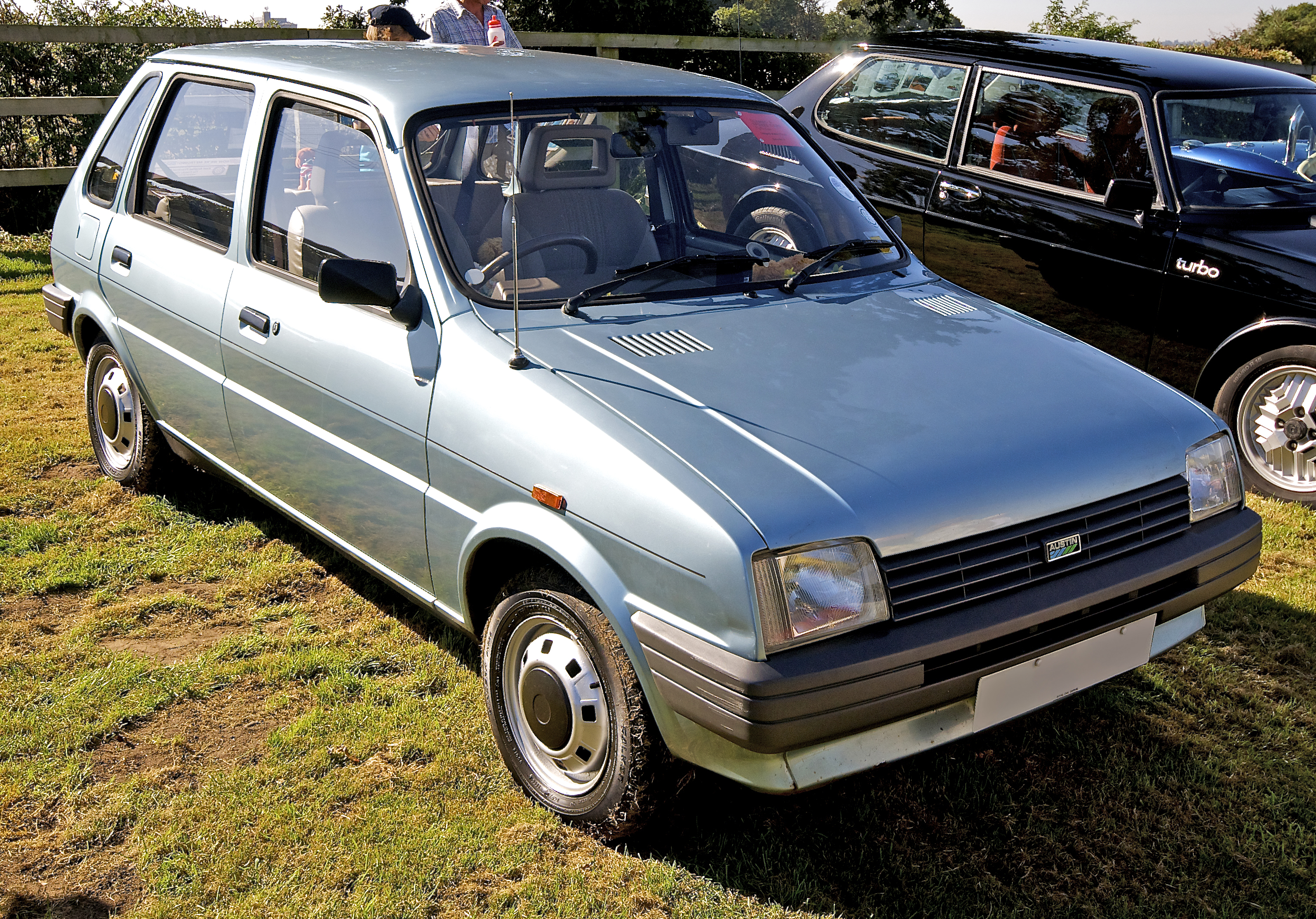
Austin Metro 5 portes (1985)

- 1932-1947 10
- 1951-1956 A30
- 1956-1959 A35
- 1956-1962 A35 Countryman
- 1958-1961 A40 Farina Mk I
- 1961-1967 A40 Farina Mk II
- 1963-1974 1100
- 1967-1974 1300
- 1973-1982 Allegro

### Milieu de gamme

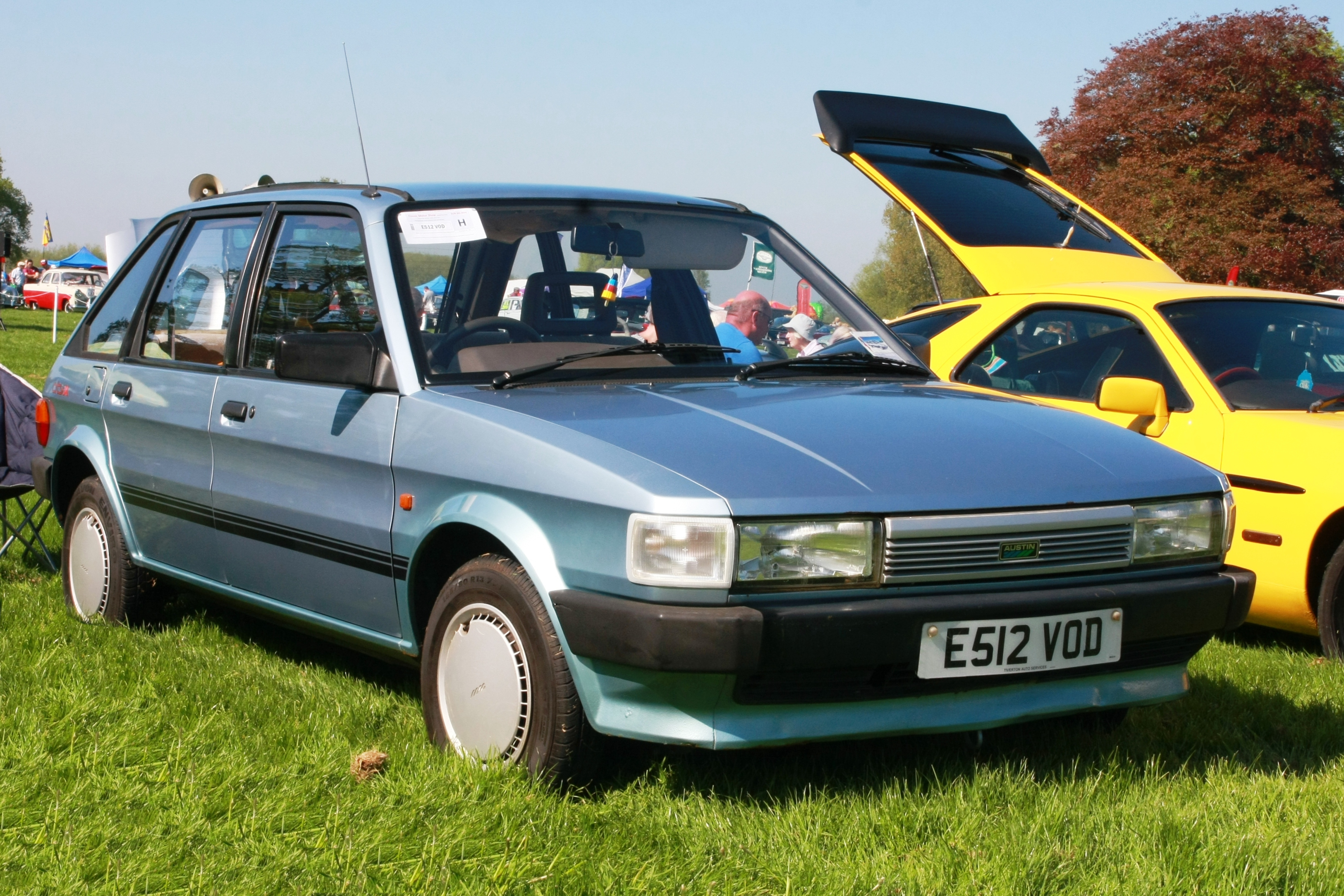
Austin Maestro (1987)

- 1947-1952 A40 Devon/Dorset
- 1952-1954 A40 Somerset
- 1954-1958 A40/A50/A55 Cambridge
- 1959-1961 A55 Cambridge
- 1961-1969 A60 Cambridge
- 1964-1975 1800/2200
- 1969-1981 Maxi
- 1983-1994 Maestro

### Gamme moyenne haute
- 1906-1907 Austin 25/30
- 1907-1914 Austin 40 hp
- 1919-1930 Austin Twenty
- 1923-1937 Berkeley1926-1939 Sixteen et Eighteen
- 1948-1950 A70 Hampshire
- 1950-1954 A70 Hereford
- 1954-1959 A90/A95/A105 Westminster
- 1956-1959 A95 Westminster Station wagon.
- 1956-1959 A105 Westminster
- 1958-1959 A105 Westminster Vanden Plas
- 1959-1961 A99 Westminster
- 1961-1968 A110 Westminster
- 1967-1971 3-Litre
- 1975-1981 18-22/Princess
- 1982-1984 Ambassador
- 1984-1994 Montego

### Haut de gamme
- 1947-1954 A110/A125 Sheerline
- 1946-1956 A120 Princess
- 1947-1956 A135 Princess
- 1956-1959 Princess IV

### Voitures de sport

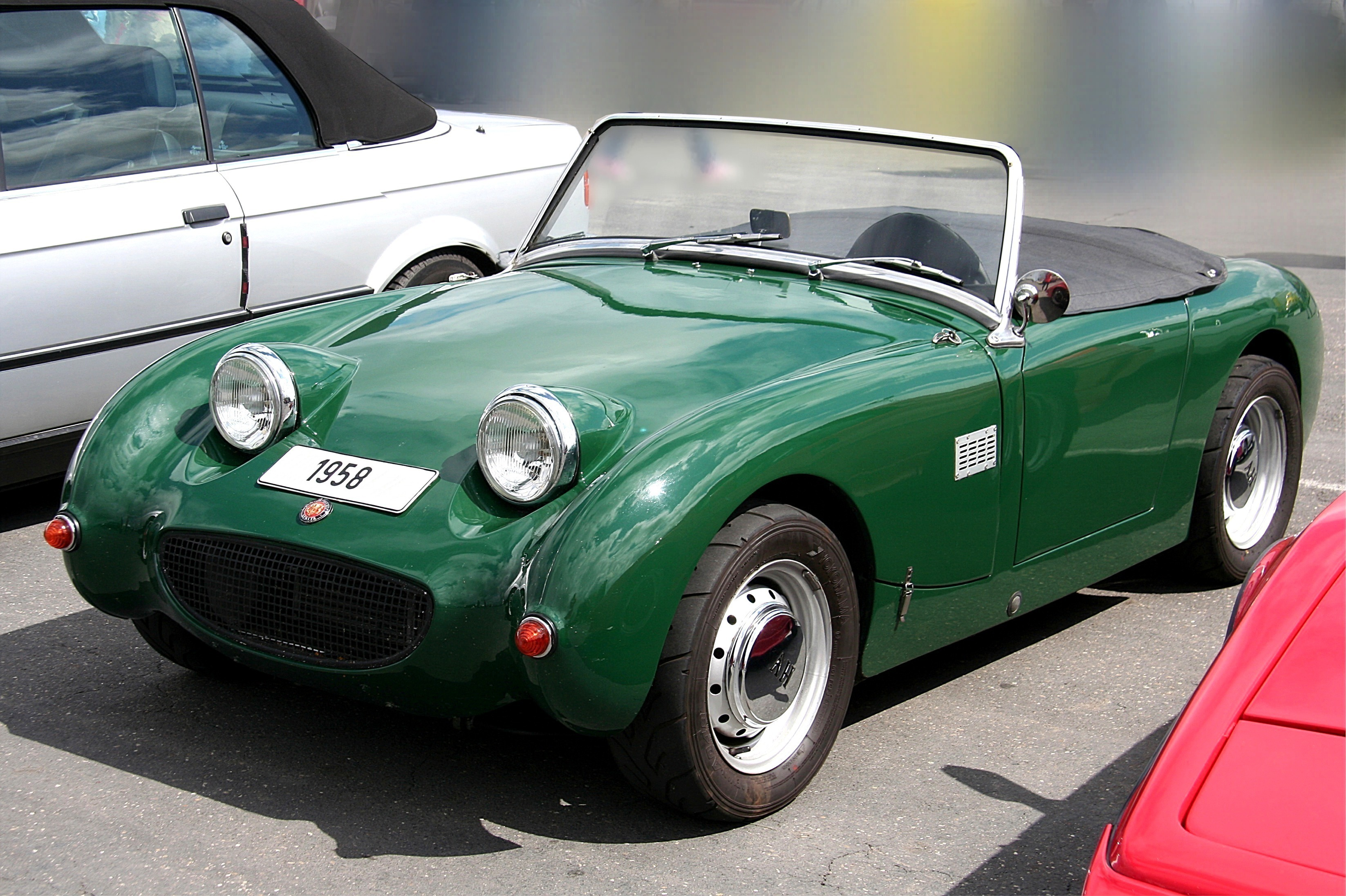
Austin Healey Sprite Mk I

- 1948-1950 A90 Atlantic Convertible
- 1949-1952 A90 Atlantic Saloon
- 1950-1953 A40 Sports
- 1953-1956 Austin-Healey 100
- 1958-1970 Austin-Healey Sprite
- 1959-1967 Austin-Healey 3000
- 1971 Austin Sprite

### Taxis
- 1929–1934 Austin 12 Taxicab ''High Lot''
- 1934–1939 Austin 12 Taxicab ''Low Loader''
- 1938–1939 Austin 12 Taxicab ''Flash Lot''
- 1948–1958 Austin FX3
- 1958–1997 Austin FX4

### Véhicules militaires

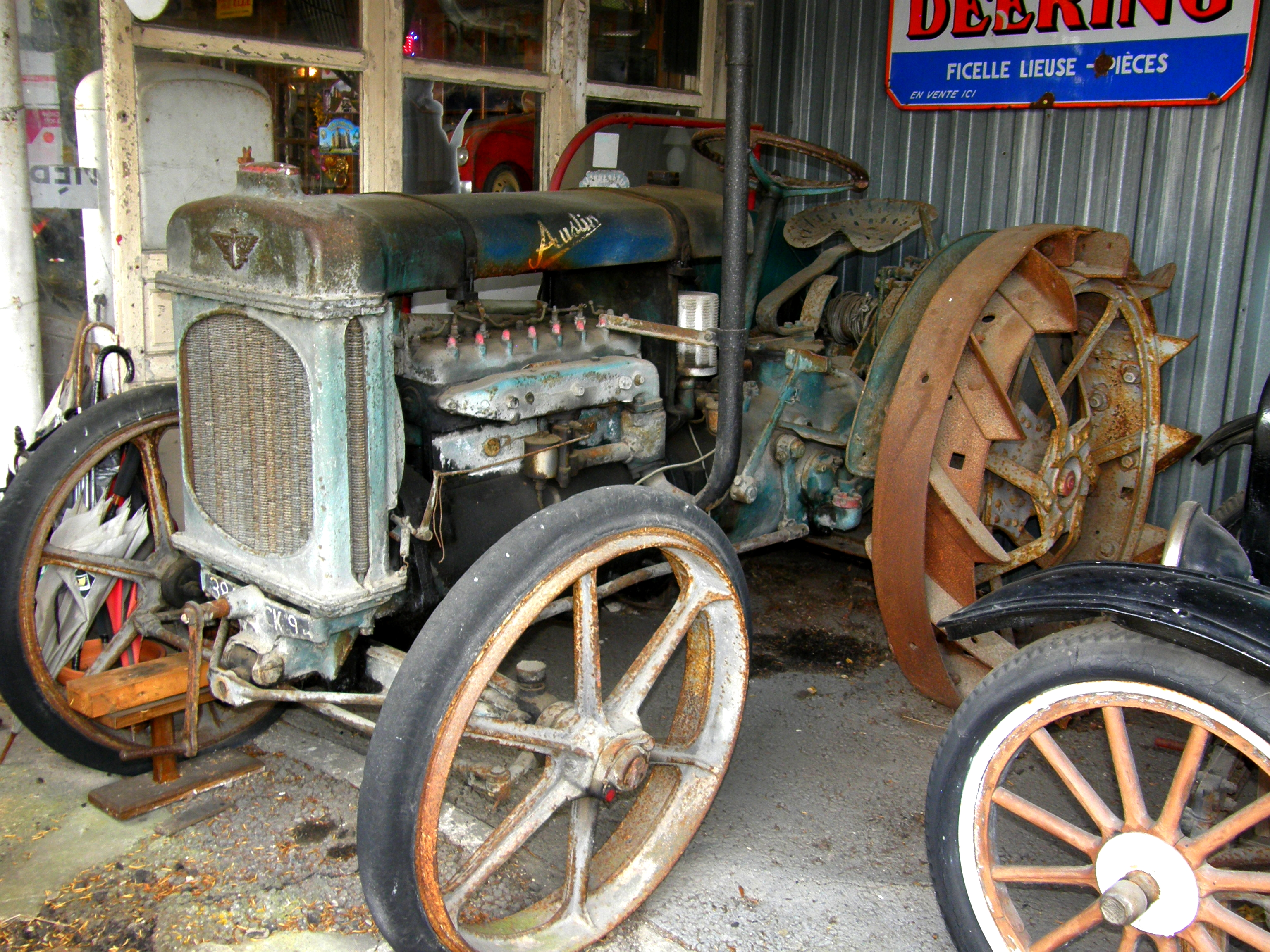
Tracteur Austin (circa 1930)

- 1951-1958 Austin Champ
- 1958-1968 Austin Gipsy

## Également constructeur aéronautique
Durant la Première Guerre mondiale, Austin obtint du gouvernement britannique des contrats pour produire des aéronefs développés par la Royal Aircraft Factory. Devaient sortir à partir de 1916 de l’usine de Longbridge 250 RE 8, 1 550 SE 5A et quelques Bristol F.2B Fighter. Mais, en 1917, Herbert Austin décida de constituer un bureau d’études et de développer sa propre gamme d’appareils. Trois chasseurs furent développés, sans dépasser le stade prototype, puis deux appareils de sport prirent l’air en 1919. Faute de commandes, le département aéronautique ferma en 1920, Austin préférant se concentrer sur la production de véhicules.
Durant la Seconde Guerre mondiale, Austin participa à nouveau à l’effort de guerre, dans le cadre du programme de l'ombre, en produisant à partir de 1937 des Fairey Battle (1 029), des Short Stirling (610), des Hawker Hurricane (300), des fuselages de planeur Airspeed Horsa (363), des Avro Lancaster (330), des sections centrales de voilure de Bristol Beaufighter et 1 100 sections centrales du fuselage et voilures de Miles Master.

### Liste des avions Austin
- Austin-Ball A.F.B.1
- Austin A.F.T.3, Austin Osprey Triplane
- Austin Greyhound
- Austin Whippet
- Austin Kestrel

## Rachat par Nanjing Automobile Corporation

Ancien logo.

Après la disparition d'Austin en 1988, les droits d'exploitation de la marque furent conservés par Rover Group, puis par MG Rover jusqu'à sa faillite en avril 2005. En juillet 2005, la plupart des actifs de MG Rover, dont l'usine de Longbridge, furent vendus au constructeur chinois Nanjing Automobile Corporation (NAC). Ce dernier récupéra les droits sur de nombreuses marques historiques, dont Austin, Morris et bien sûr MG, mais pas ceux sur Rover, ni ceux sur Riley et Triumph. Les droits des marques Riley et Triumph appartiennent à BMW, car le munichois a refusé de les inclure dans la vente du Rover Group à Phoenix en 2000.
En octobre 2006, la presse révéla que Nanjing Automobile Corporation (NAC) réfléchissait à relancer la marque Austin à l'horizon 2008. 
Souhaitant toucher une plus large clientèle, que la seule marque MG ne pourrait lui permettre, le constructeur chinois annonça officiellement travailler sur de petits modèles qui porteraient le nom d'Austin, dont un, censé remplacer l'ex-Rover/MG 25/ZR. Ces informations furent confirmées en 2006 puis début 2007, notamment par le magazine anglais Autocar. 
Mais en décembre 2007, Nanjing Automobile Corporation (NAC) est racheté par son concurrent Shanghai Automotive Industry Corporation (SAIC) et les deux constructeurs chinois fusionnent. Cette fusion a enterré le projet de retour de la marque.
En rachetant NAC, SAIC a également racheté sa maison mère Yuejin Motor, qui reçoit en échange 5 % du capital du constructeur shanghaïen : la marque MG se trouve maintenant intégrée à la Shanghai Automotive Industry Corporation (SAIC) qui entend relancer en Europe l'usine de Longbridge (le site historique de Rover situé à côté du siège mais surtout le lieu originaire de la marque Austin dont la NAC a acquis les droits d'utilisation en 2005). 
Aujourd'hui, le site de Longbridge abrite le centre de recherche et de développement de la marque de voitures de sport MG Motor.

## Remarque
- François Fillon, lui-même pilote occasionnel sur circuit et membre du comité directeur du circuit du Mans et de l'ACO, est un amateur notoire des modèles Austin-Healey[réf. nécessaire].